# Strumień (dopływ Odry)
Strumień (Łomianka, Lisie Wody) – rzeka, lewy dopływ Odry o długości 27,81 km. Płynie w województwie lubuskim w powiecie krośnieńskim, w gminach Krosno Odrzańskie i Gubin. Do Odry uchodzi nieco powyżej ujścia Nysy Łużyckiej. Rzeka odwadnia znaczną część Wzniesień Gubińskich (północne stoki).
Główne dopływy: 
- prawe
  - Lisie Wody
- lewe
  - Jeziornica
  - Steklnik